# Émile Calando
Émile Louis Dominique Calando, né le 8 mai 1840 à Passy et mort à Paris le 25 avril 1898, est un amateur d'art et collectionneur français, spécialiste du dessin. 

## Famille
Émile Calando est le fils de Pierre Dominique Calando, un entrepreneur parisien originaire de Ger dans la manche. Ce dernier parti s'installer à Paris en 1826 comme Maitre "plombier-fontainier". Dans un Paris en pleine évolution, ses services sont très demandés par la ville. Décédé subitement dans un accident de canalisation en 1854, il laisse à sa veuve et deux enfants, assez d'argent pour leur permettre de vivre confortablement. Au moment du décès de son père, Émile Calando n'a que 14 ans. On ne connait pas exactement sa formation, peut être droit ou histoire, toujours est-il que le voyage en Italie qu'il effectue en 1866, le marque durablement.

## Le collectionneur
Très tôt Émile Calando se met à fréquenter les salles des ventes et procède à des achats réguliers. Habitué de l'Hôtel Drouot, contemporain de Caillebotte dont la famille est originaire du même village de Ger en Normandie, il se forge rapidement la réputation d'un acheteur avisé de dessins. 
Sa marque a été apposée sur plus de 3000 dessins, la collection a été vendue au cours du temps et dispersée. À sa mort une grande vente eut lieu à Drouot avec Paul Roblin  comme expert et donna lieu à la publication d'un catalogue . C'est au cours de cette vente que fut vendu la fameuse esquisse de Goya "Le joueur de tambourin". Une donation importante a été faite au musée du Louvre  dans les années 1970. Il n'est pas rare de retrouver certains dessins dans des ventes publiques .